# Agustín Escardino Benlloch
Agustín Escardino Benlloch (València, 5 d'abril de 1934) és un científic i investigador valencià.

## Biografia
Doctor en Ciències Químiques per la Universitat de València. De 1979 a 1984 va ser vicerector d'aquesta universitat i catedràtic d'Enginyeria Química des de 1965 a 1991, quan es va traslladar a la Universitat Jaume I de Castelló on, entre altres projectes, dirigeix l'Institut Universitari de Tecnologia Ceràmica i presideix la Comissió de Noves Tecnologies de l'Alt Consell Consultiu en Recerca, Desenvolupament i Innovació de la Generalitat Valenciana.
Els seus principals treballs de recerca s'han centrat en l'enginyeria i tecnologia química, tecnologia de l'alimentació i especialment en el camp de la tecnologia ceràmica.
Ha presentat més de cent ponències i comunicacions en congressos i seminaris, i publicat més d'un centenar d'articles en revistes especialitzades. Membre del American Institute of Chemical Engineers-AIChE i de l'American Ceramic Society (Estats Units), de la Societat Espanyola de Ceràmica i Vidre i de la Reial Societat Espanyola de Química Industrial.
Ha rebut nombroses condecoracions i premis al llarg de la seva carrera, entre els quals destaquen la Medalla de la Universitat de València en 2001, per «el reconeixement de la seva trajectòria en el camp tecnològic i científic i tota una vida dedicada a la universitat i a la ciència», el Premi Nacional d'Investigació Juan de la Cierva que concedeix el Ministeri de Ciència i Tecnologia i el Premi Jaume I de Recerca i Noves Tecnologies que atorga la Generalitat Valenciana en 2008.
El carrer en la qual es troba el Parc Científic de la Universitat de València, en la localitat de Paterna, va ser nomenat en honor seu. En 2003 va rebre la medalla d'or de la Universitat de València.